# Nationale Sluitingsprijs 2006
Il Nationale Sluitingsprijs 2006, settantatreesima edizione della corsa, si svolse il 17 ottobre 2006 per un percorso di 177,2 km. Fu vinta dal belga Gorik Gardeyn, che giunse al traguardo in 3h43'00" alla media di 47,69 km/h.
Furono 58 in totale i ciclisti che tagliarono il traguardo di Kapellen.

## Ordine d'arrivo (Top 10)
| Pos. | Corridore          | Squadra         | Tempo    |
| ---- | ------------------ | --------------- | -------- |
| 1    | Gorik Gardeyn      | Unibet.com      | 3h43'00" |
| 2    | Benny De Schrooder | Ch. Jacques     | s.t.     |
| 3    | Andy Cappelle      | Landbouwkrediet | s.t.     |
| 4    | Jens Renders       | Ch. Jacques     | a 5"     |
| 5    | Folkert De Haan    | Ubbink          | a 9"     |
| 6    | Preben Van Hecke   | Davitamon       | a 29"    |
| 7    | Wouter Mol         | Fondas-P3       | s.t.     |
| 8    | Denis Flahaut      | Flanders        | s.t.     |
| 9    | Tom Steels         | Davitamon       | s.t.     |
| 10   | Geert Omloop       | Unibet.com      | s.t.     |